# Palazzina dei Mulini
La Palazzina dei Mulini (le « palais des Moulins ») est l'une des deux résidences occupées à Portoferraio par Napoléon Bonaparte pendant son exil sur l'Île d'Elbe (4 mai 1814-26 février 1815). La seconde, la Villa Napoleonica située à San Martino — à 3,5 km au sud-ouest de Portoferraio — était sa résidence d'été. Toutes deux sont devenues des musées. 
Situé sur le promontoire de Portoferraio au nord du centre historique de la ville, le palais fut construit en 1724 sur ordre du dernier grand-duc de Toscane Jean-Gaston de Médicis, mais celui-ci n'avait pas l'aspect qu'il possède de nos jours, puisque l'empereur chargea l'architecte Paolo Bargigli, de mener son complet réaménagement, entraînant la démolition des quatre moulins à vent qui ont donné le nom à la résidence,.
Pauline Borghese et sa mère ont séjourné à la Palazzina dei Mulini.
Napoléon, à l'origine, le fait meubler avec du mobilier venant de la résidence de sa sœur, Elisa Baciocchi, à Piombino. Ce mobilier, aujourd'hui dispersé, a été remplacé de nos jours par des meubles de style Empire. On y trouve également une partie de la bibliothèque que l'empereur avait emportée avec lui et qu'il a donnée à la commune de Portoferraio. 

## Galerie

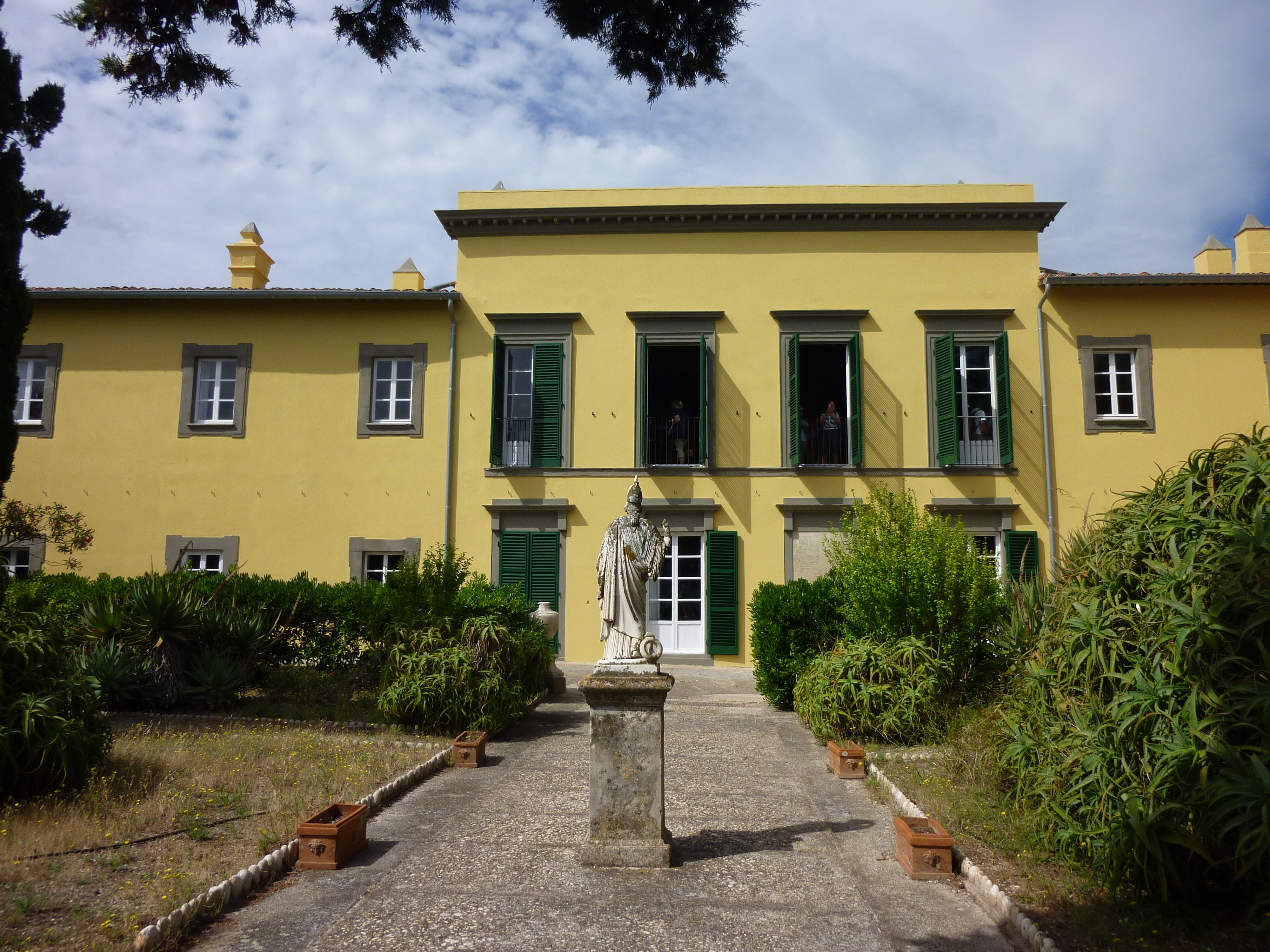
Façade sur les jardins.
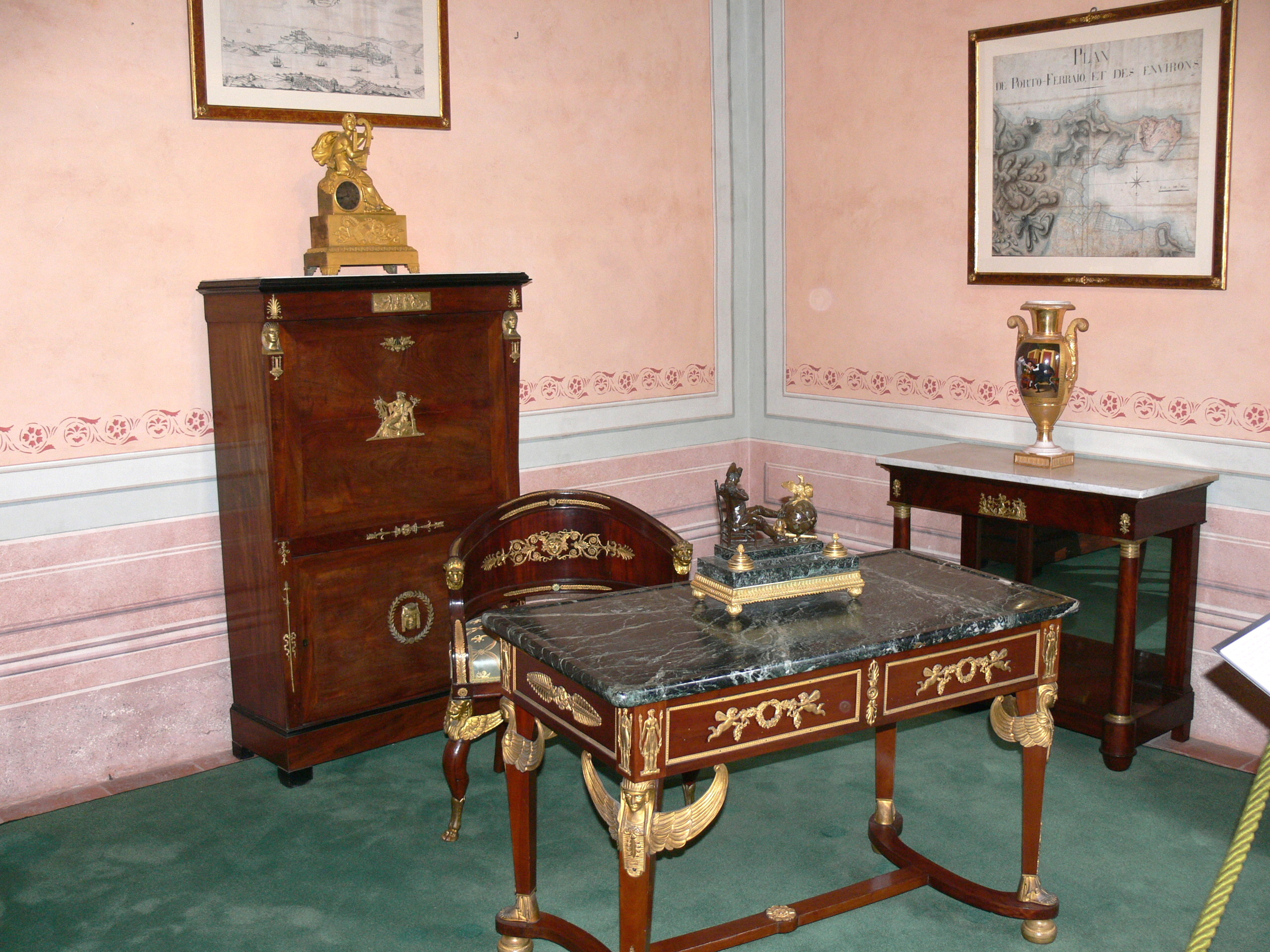
Bureau.
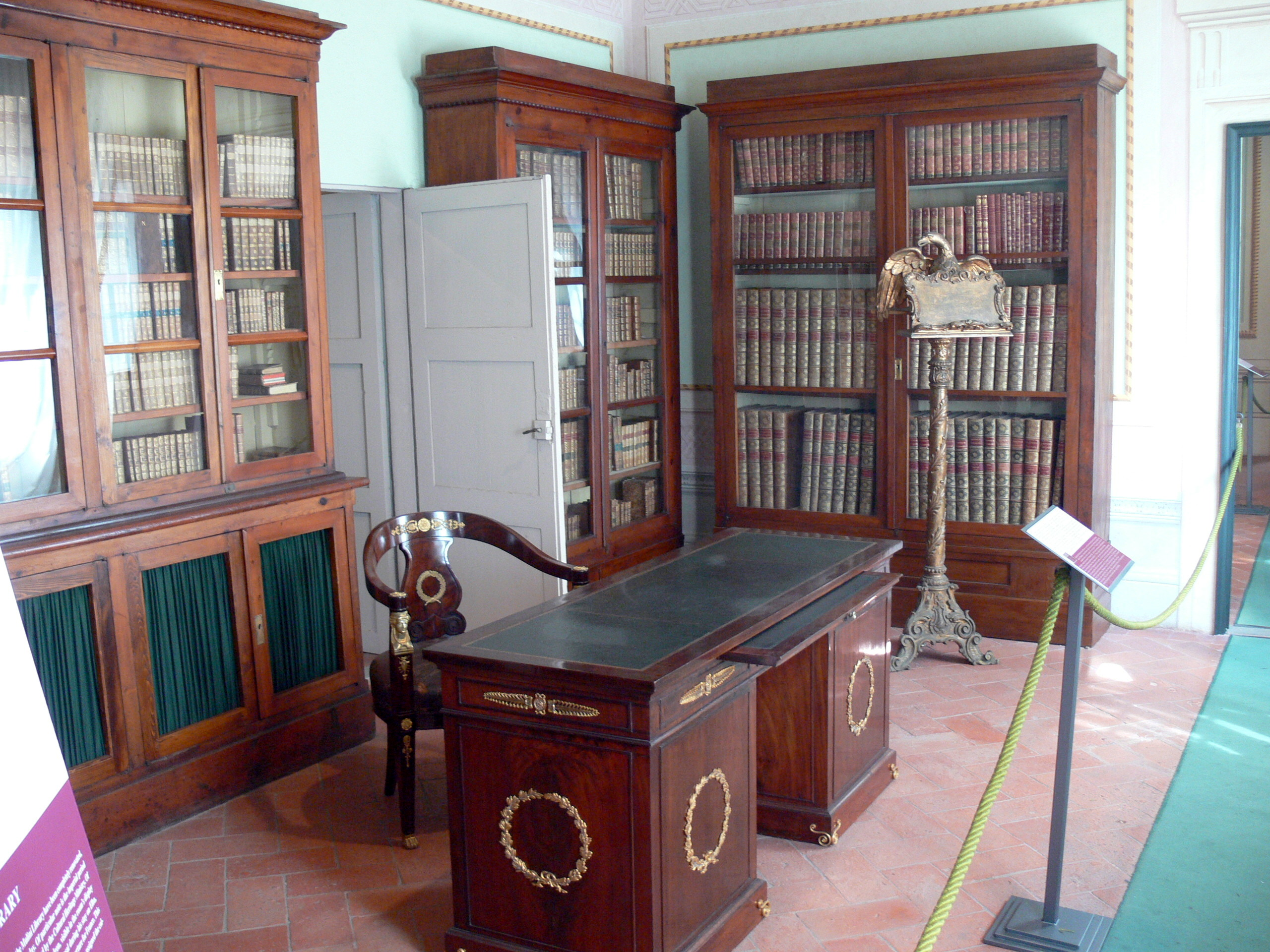
Bibliothèque.
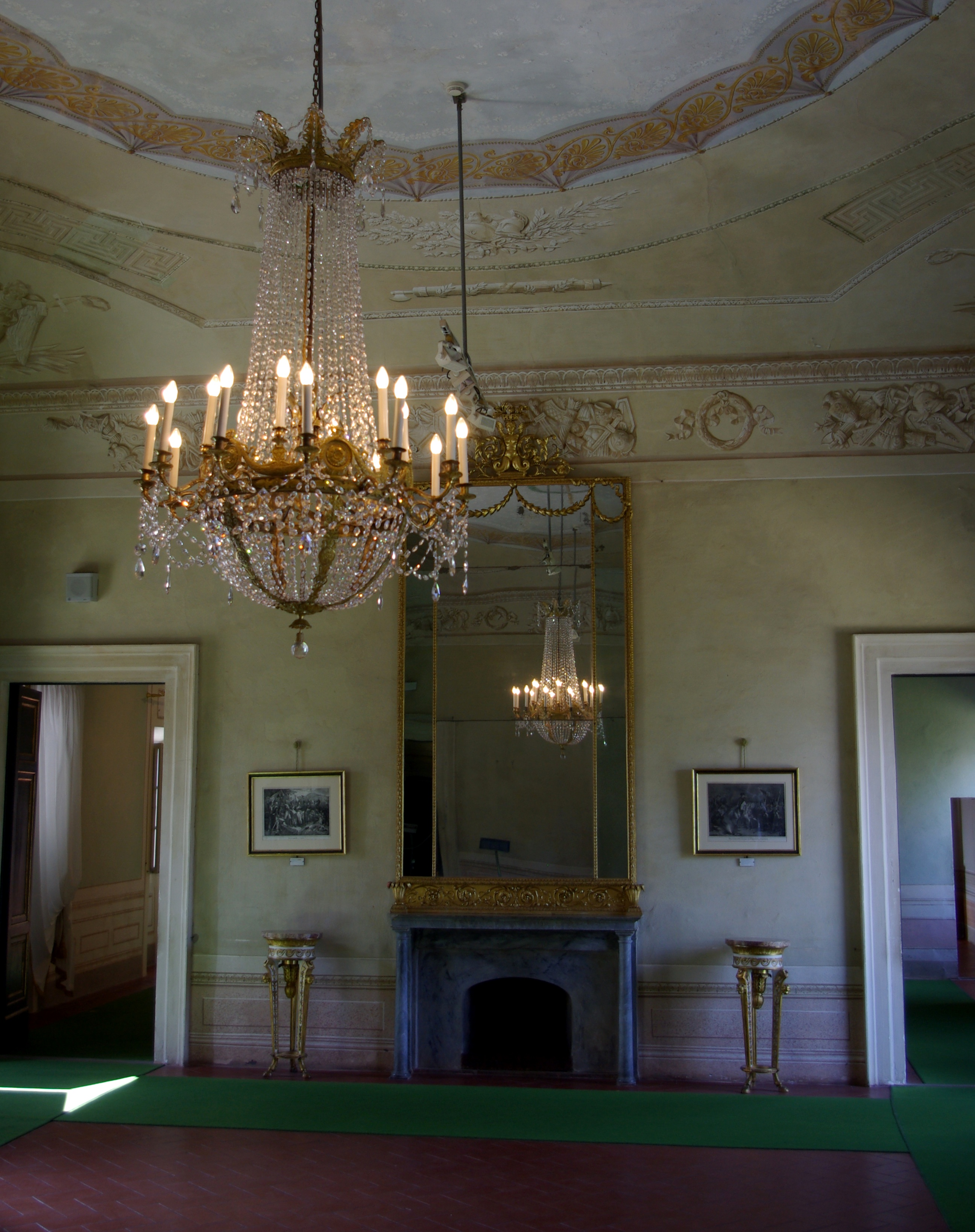
Salon.
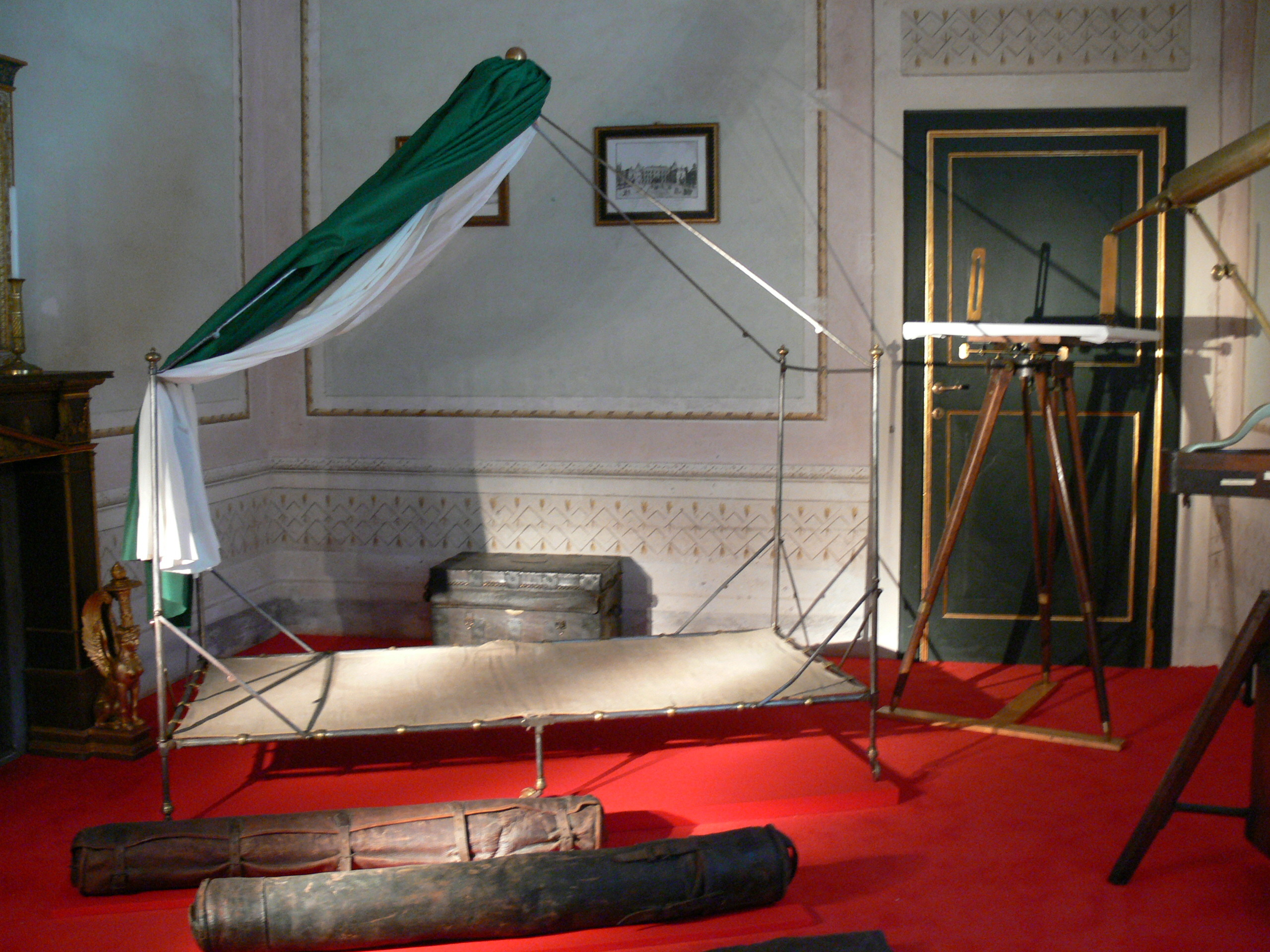
Lit de camp de l'empereur.
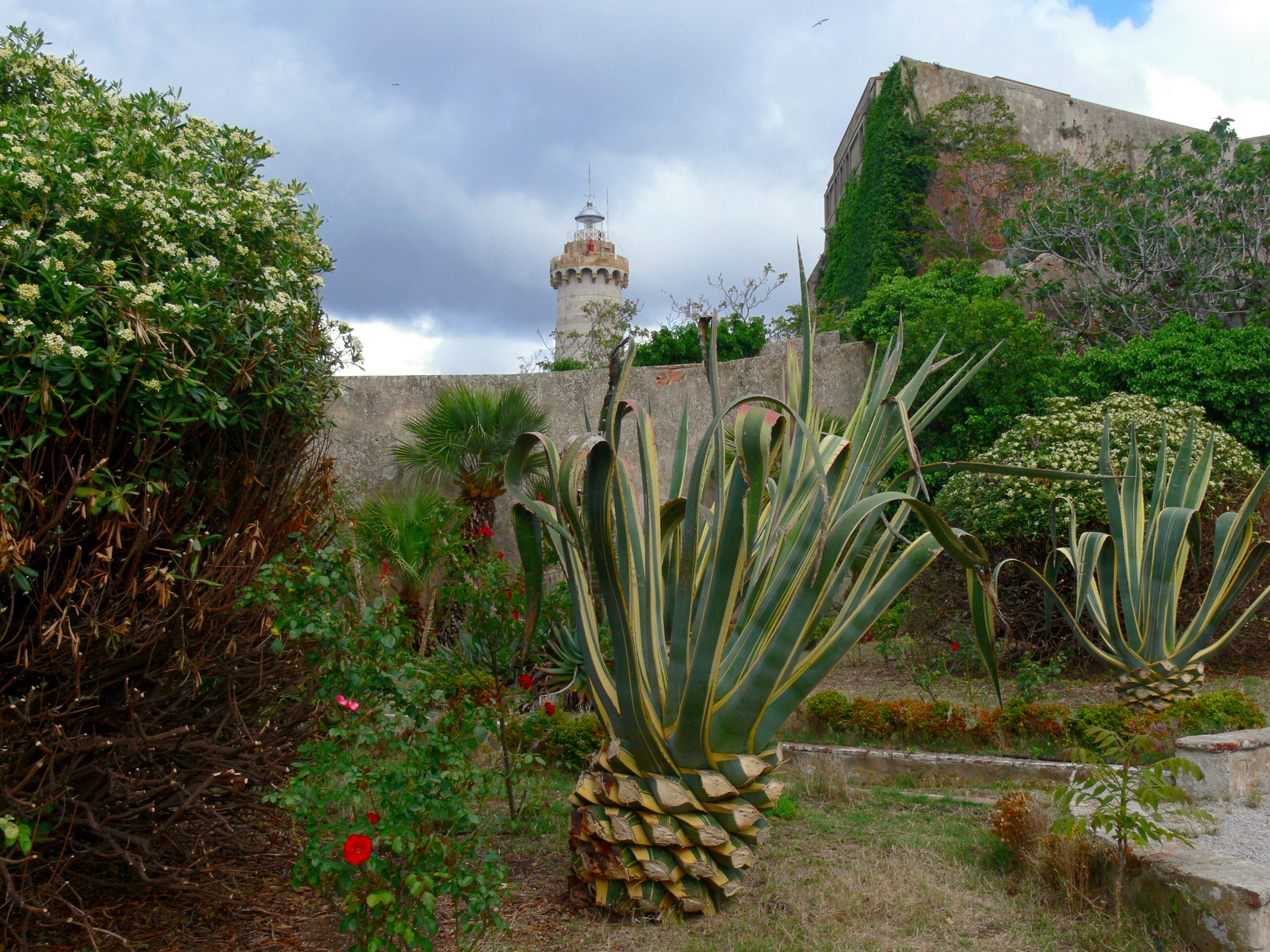
Jardins.
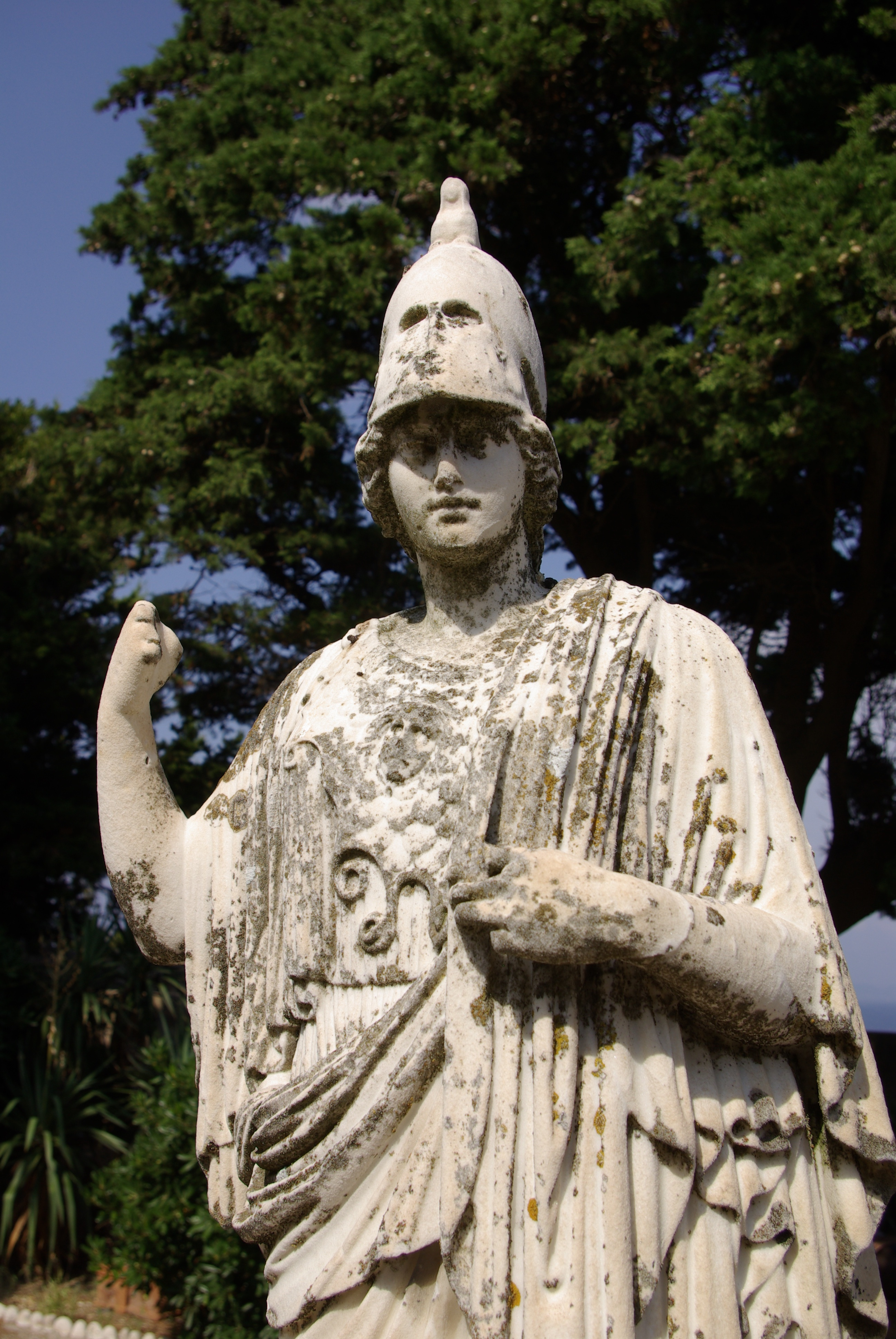
Statue de Minerve dans les jardins.
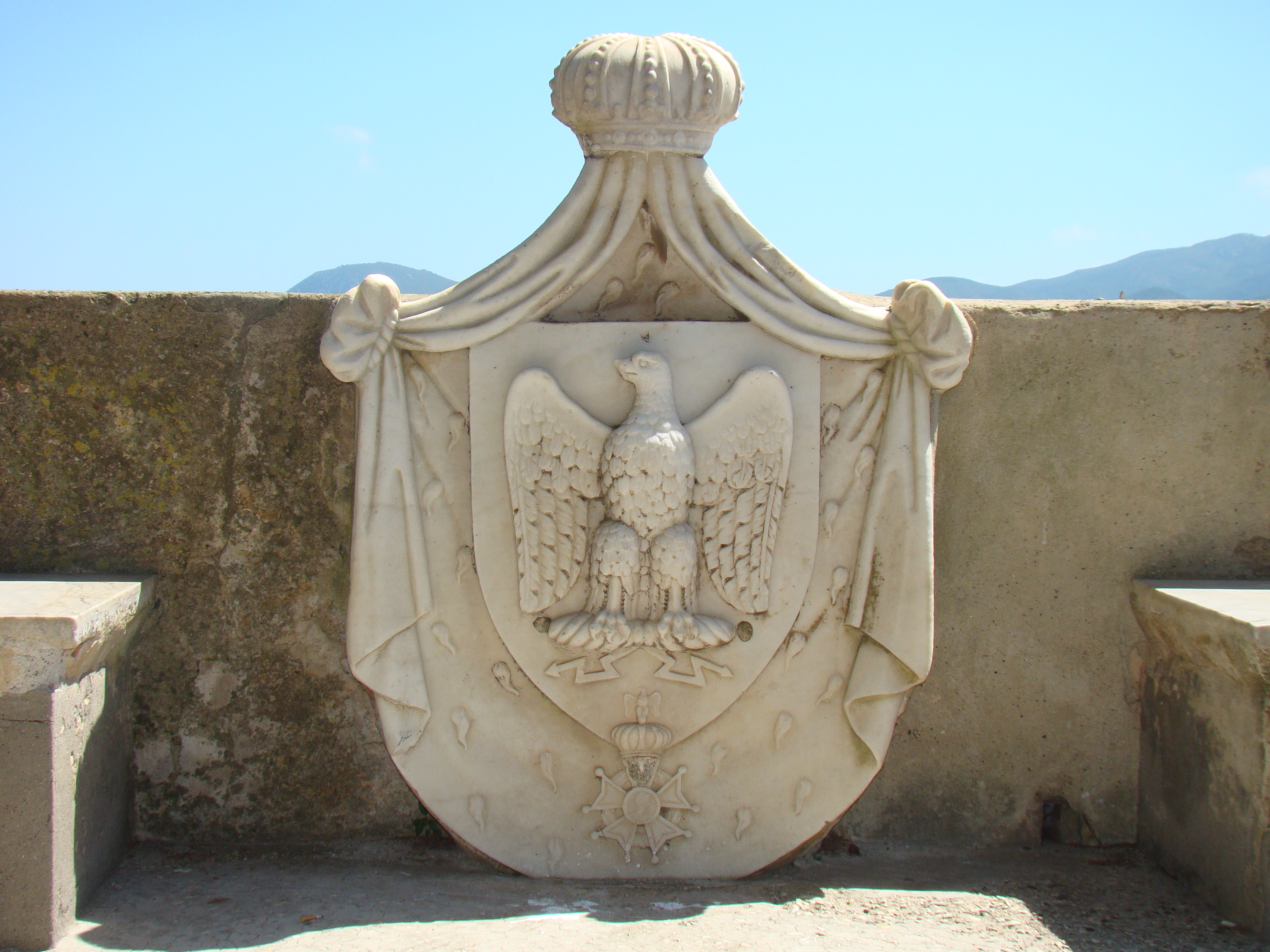
Terrasse avec l'emblème de l'aigle impériale.